# مناورات خنجر حاد
مناورات خنجر حاد هي مناورات عسكرية بحرية يعقدها سلاح البحر في الجيش السلطاني العُماني بهدف اختبار المنظومات الدفاعية والصاروخية والسفن القتالية والغواصات إلى جانب تدريب الوحدات على القتال البحري ومواجهة التهديدات، بمشاركة عدد من قطع أسطول البحرية السلطانية العُمانية ومجموعة من السفن الأخرى التابعة لبحريات عدد من الدول الصديقة ، وبإسناد جوي من طائرات سلاح الجو السلطاني العُماني.